# معهد مصدر للعلوم والتكنولوجيا

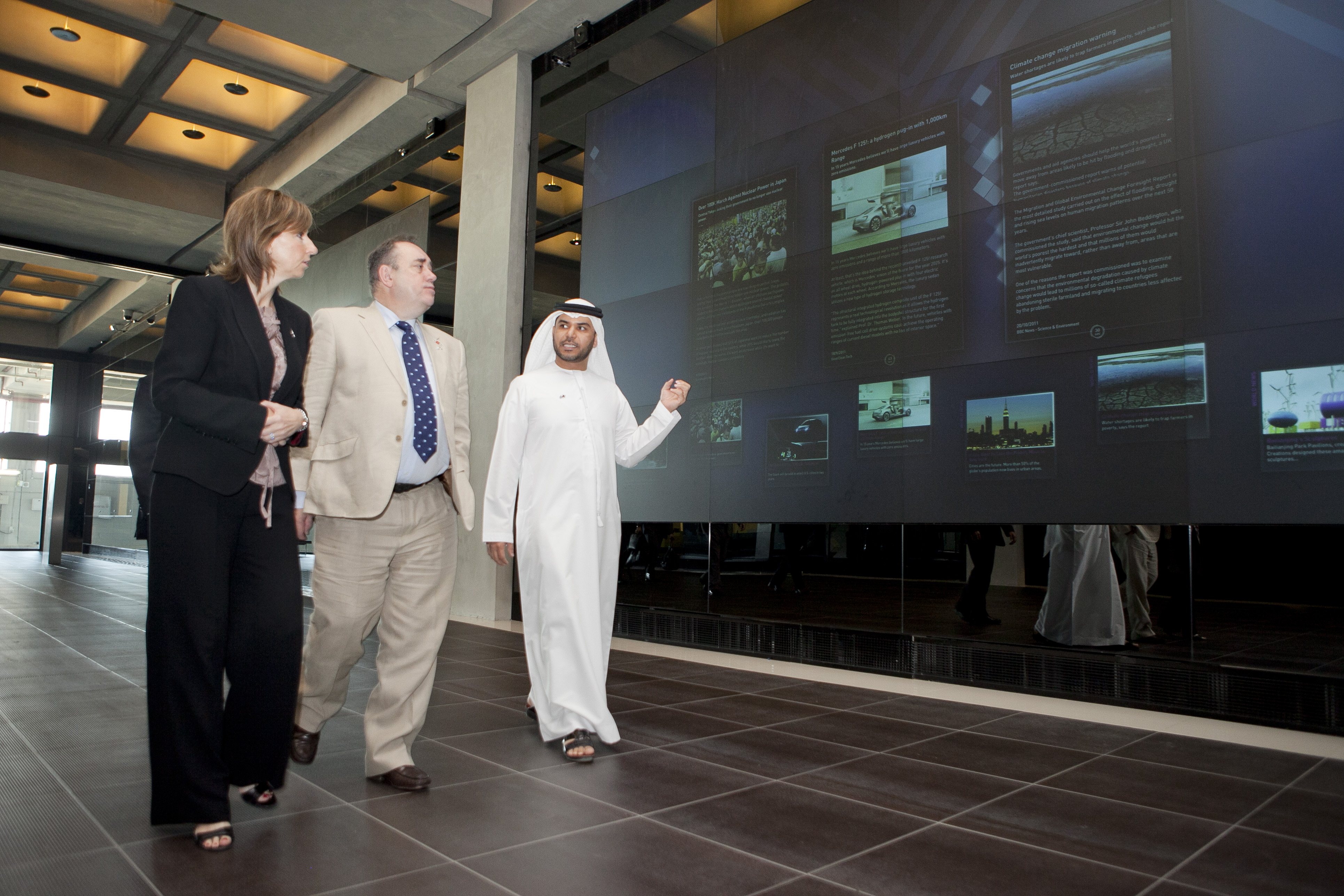
جولة في معهد مصدر للعلوم والتكنولوجيا

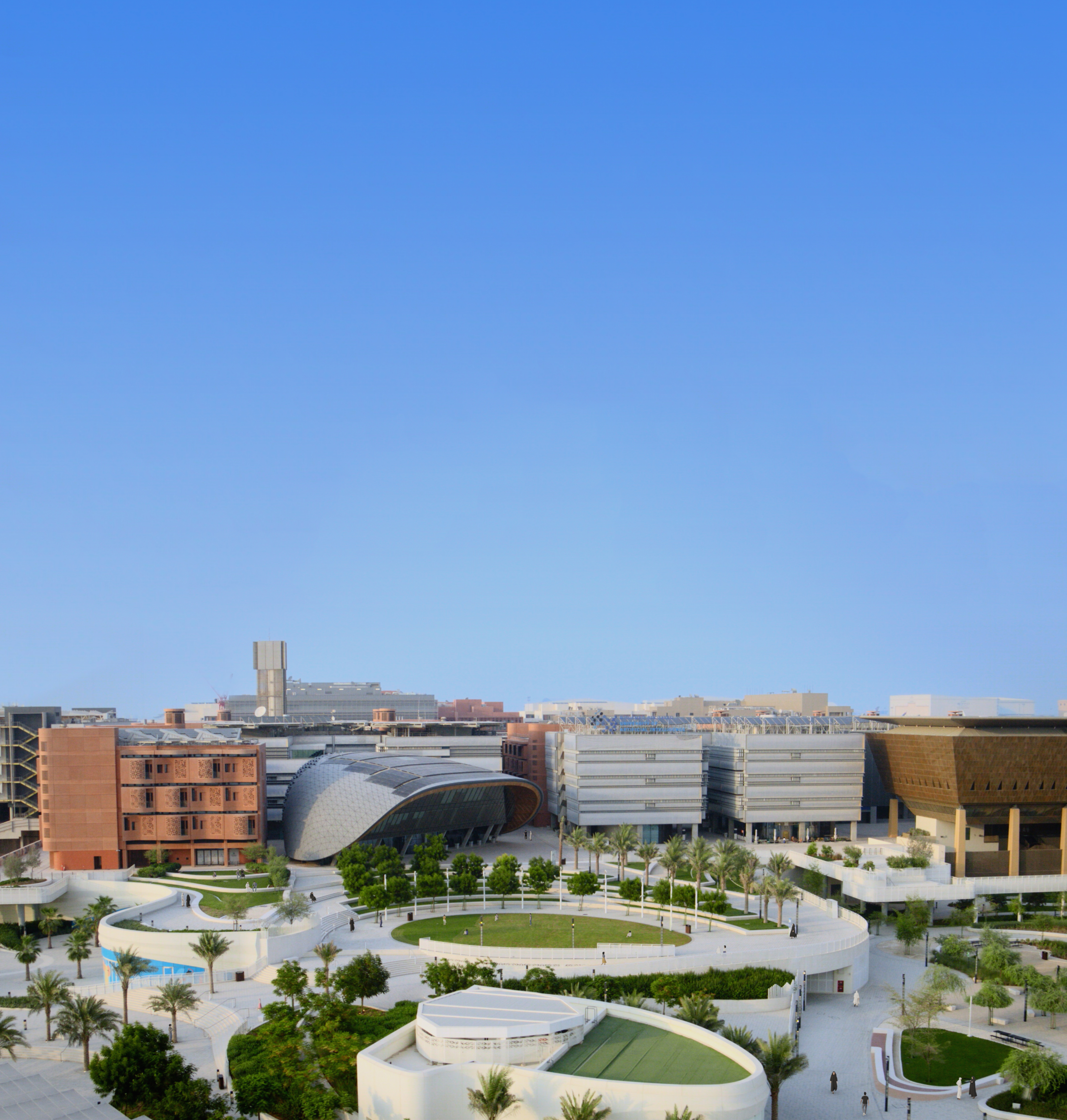
مدينة مصدر

معهد مصدر للعلوم والتكنولوجيا (معهد مصدر) هي جامعة للدراسات العليا، موجهة للبحوث التي تركز على الطاقة البديلة والاستدامة والبيئة. تقع في مدينة مصدر في أبو ظبي، الإمارات العربية المتحدة.
معهد مصدر هو جزء لا يتجزأ من لمبادرة مصدر غير الربحية ، وستكون أول مؤسسة تستغل مدينة مصدر. يقدم برنامج التكنولوجيا التنمية  في معهد ماساتشوستس للتكنولوجيا التقييم العلمي والمشورة لمعهد مصدر.

## التاريخ
تأسس معهد مصدر في 25 فبراير 2007  ولقد بدأ بعدد 92 طالبا من 22 بلدا في خريف 2009. إنشاء معهد مصدر هو جزء من سياسة تنويع الموارد لإمارة أبو ظبي. ترى قيادة أبو ظبي أن للبحوث والتعليم في مجال الطاقة البديلة هي حجر الزاوية للتنمية المستقبلية للإمارة وأعربوا عن التزامهم من خلال إنشاء مبادرة (مصدر)، مدينة مصدر وجائزة زايد لطاقة المستقبل.
رئيس المعهد هو: فريد مافينزاده (بالإنجليزية: Fred Moavenzadeh)، وقد عُيِّن في يونيو 2010 وجيمس ماسون (James Mason) هو أستاذ هندسة النظم والهندسة المدنية والبيئية الأقدم في معهد ماساتشوستس للتكنولوجيا.

## الحرم الجامعي
كما هو الحال في مدينة مصدر، تم تصميم الحرم الجامعي من قبل شركة الهندسة المعمارية فوستر وشركاه  والمرحلة الأولى من المشروع مدارة من قبل شركة CH2M هيل. يركز التصميم على المرونة، واستخدام العناصر المعمارية التقليدية والمواد الحديثة لتوفير تركيبة مثلى من الإضاءة والتبريد الطبيعيين الذان يقللان من احتياجات الطاقة في الداخل والخارج.

## التنظيم
يشجع معهد مصدر على التعاون متعدد التخصصات واتخذ قرار في وقت مبكر أتخذ فيه المعهد نظام البرامج (أي الخطط الدراسية) بدلا من تقسيم المعهد إلى عدة أقسام تخصصية..والبرامج القائمة حالياً هي :
- الهندسة الكيميائية
- الهندسة الميكانيكية
- مواد العلوم والهندسة
- نظم الهندسة والإدارة
- هندسة المياه والبيئة
- الحوسبة وعلوم المعلومات
- هندسة الطاقة الكهربائية
- مايكروسيستمز (الأنظمة الدقيقة)

## مركز أبحاث النظم الدقيقة
.أنشأ معهد مصدر للعلوم والتكنولوجيا مركز أبحاث النظم الدقيقة " أي ميكرو " ليكون بمثابة حاضنة لأنشطة البحث والتطوير في صناعة أشباه الموصلات في أبوظبي.وسيغطي نطاق أبحاث المركز تصميم وتصنيع أجهزة بحجم النانو وتصميم الدوائر والنظم وتكنولوجيا الضوئيات المتكاملة والنظم الميكانيكية الكهربائية الدقيقة وأنظمة تخزين الطاقة الدقيقة والخلايا الكهروضوئية عالية الكفاءة والمواد المتقدمة للنظم الدقيقة عالية الكفاءة في استهلاك الطاقة.وقد أكمل ثلاثة من طلبة معهد مصدر تصميم رقاقة شبه موصلةبنجاح باستخدام تكنولوجيا عملية 65 نانومتر من شركة "غلوبل فاوندريز" وهي أول رقاقة تقوم "غلوبل فاوندريز" بوضع تصميمها النهائي بمنطقة الشرق الأوسط وشمال أفريقيا.

## الطلاب
صرح معهد مصدر أنه قد أستضاف 92 طالب من 22 بلد في السنة الأولى من عملها، وتخطط لإسكان عدد ثابت من الطلاب يقدر بحوالي 800 طالب. ويقدم الطلاب المؤهلين من مختلف أنحاء العالم على منحة دراسية كاملة، والراتب الشهري، وتسديد السفر، وكمبيوتر محمول شخصي، وإضافة لتكاليف الكتب الدراسية، والإقامة فور القبول في أي من البرامج التي يقدمها معهد مصدر.

## أعضاء هيئة التدريس والبحوث
بدأ معهد مصدر التدريس في سبتمبر 2009. وستجرى البحوث بشكل مستقل إضافة إلى بعض البحوث المشتركة مع معهد ماساتشوستس للتكنولوجيا حول مجموعة متنوعة من المواضيع.

## إنجازات
- عام 2013 نشرمعهد مصدر للعلوم والتكنولوجيا 311 مقالاً علمياً في مجلات علمية محكمة و330 بحثاً عملياً في مؤتمرات عالمية، إضافة إلى كتابين كاملين و37 تقرير كشف عن ابتكار في شتى ميادين الطاقة النظيفة والتكنولوجيا المتقدمة .[11]
- عام 2013 حصل معهد مصدر على براءة اختراع واحدة إلى جانب 15 طلباً قيد الانتظار لتسجيل براءات اختراع أخرى وتم إيداع طلب براءة اختراع مؤقتة لدى مكتب براءات الاختراع والعلامات التجارية الأمريكي لتقنية جديدة لبطارية أيون الليثيوم تم تطويرها من قبل فريق من الباحثين والعلماء من طلاب برنامج علوم وهندسة المواد .[11]

## الجوائز
- حصل طلبة معهد مصدر للعلوم والتكنولوجيا على تسع جوائز من مجموع / 20 / جائزة تم منحها لأفضل أوراق بحثية خلال " مؤتمر الإمارات لأبحاث طلبة الدراسات العليا 2016 " .حيث حصل طلبة معهد مصدر على جائزتين في فئة الكيمياء والهندسة الكيميائية وفي الهندسة الميكانيكية إضافة إلى جائزة في كل من فئات الهندسة المدنية وعلوم الحوسبة والمعلومات والهندسة الكهربائية والإلكترونية والطاقة والنظم الدقيقة النانوية.[12]
- أعلن معهد مصدر للعلوم والتكنولوجيا عن فوز أحد مساعدي البحوث في المعهد بجائزة " أفضل رائد أعمال في الطاقة الشمسية للعام2012التي تمنحها الجمعية الإماراتية لصناعات الطاقة الشمسية.[13]
- في عام 2016 أعلن معهد مصدر للعلوم والتكنولوجيا، ، عن فوز ستة مشروعات بحثية مقترحة من قبل أعضاء هيئته التدريسية بجائزة التميز البحثي من مجلس أبوظبي للتعليم والتي تشمل منحا مالية يبلغ مجموعها الإجمالي مليوني درهم.[14]

- نالت باحثتان من معهد مصدر للعلوم والتكنولوجيا جائزة فئة الدكتوراه في الدورة الأولى لجائزة الإمارات لطلاب الدراسات العليا في مجال الطاقة لعام 2018[15]

## وصلات خارجية
- الموقع الرسمي نسخة محفوظة 9 مايو 2019 على موقع واي باك مشين.
- الموقع الرسمي لشركة مصدر
- موقع مبادرة مصدر نسخة محفوظة 8 فبراير 2011 على موقع واي باك مشين.